# الهگان سیمین

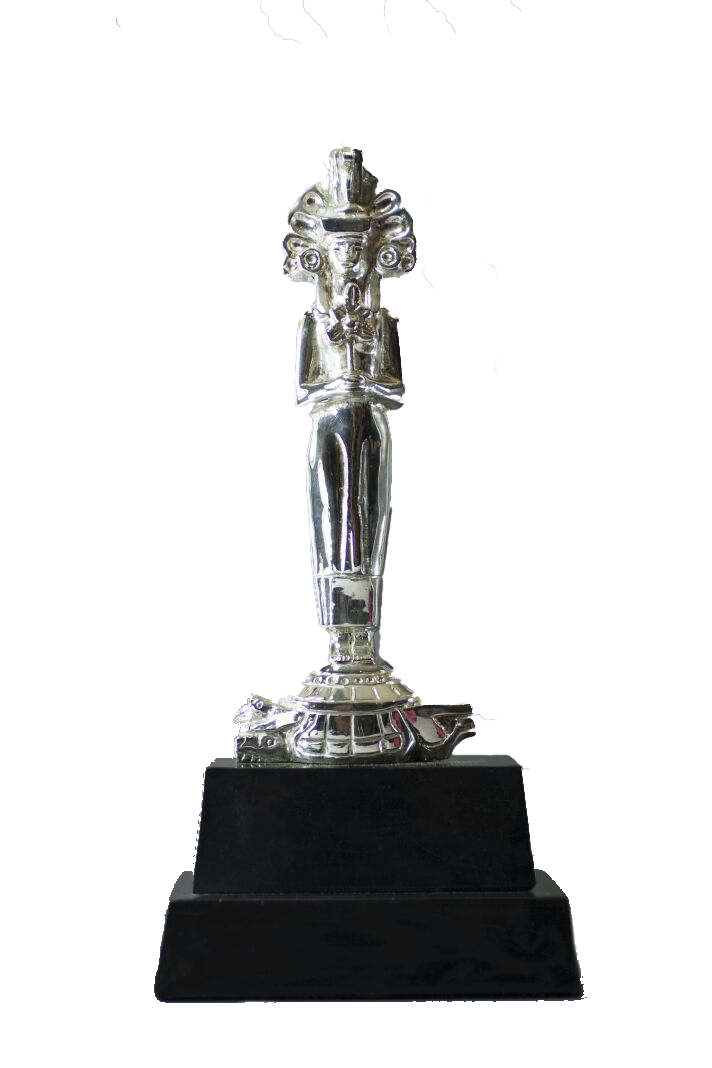
جایزه الهگان سیمین

الهگان سیمین (اسپانیایی: Diosas de Plata‎) نام یک جایزهٔ سینمایی سالیانه در مکزیک است که به برترین دستاوردهای سینمایی این کشور اهدا می‌شود و متولیِ برگزاری آن، «انجمن خبرنگاران و رورنامه‌نگاران سینمایی مکزیک» (PECIME) است.
این جایزه از سال ۱۹۷۱ میلادی اهدا می‌شود و ارزیابی و برندهٔ نهایی، بر پایهٔ آرای اعضای این انجمن تعیین می‌شود.